# Jankiel Wiernik
Jankiel Wiernik, nome scritto anche Yankel, Yaakov o Jacob (Biała Podlaska, 1889 – Rishon LeZion, 1972), è stato uno scrittore e superstite dell'Olocausto polacco naturalizzato israeliano, uno dei pochi superstiti della rivolta del campo di sterminio di Treblinka.

## Biografia

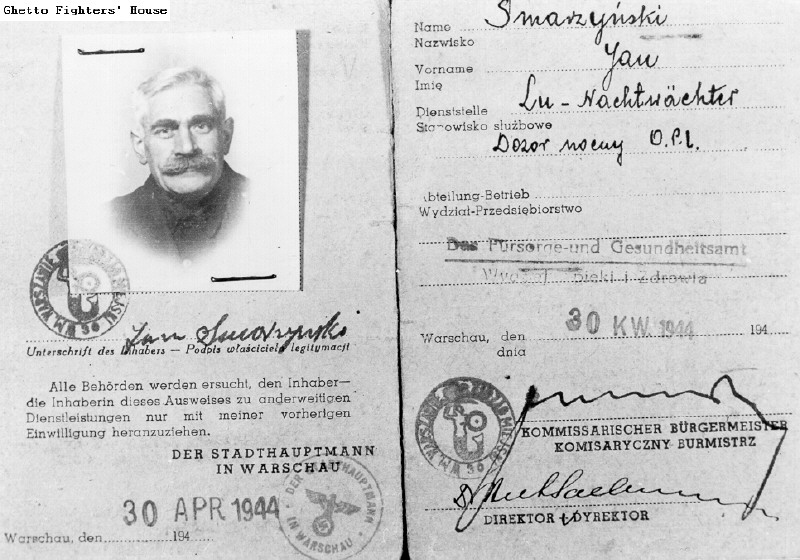
Il documento falso di Jankiel Wiernik, in cui assume l'identità di Jan Smarzyński

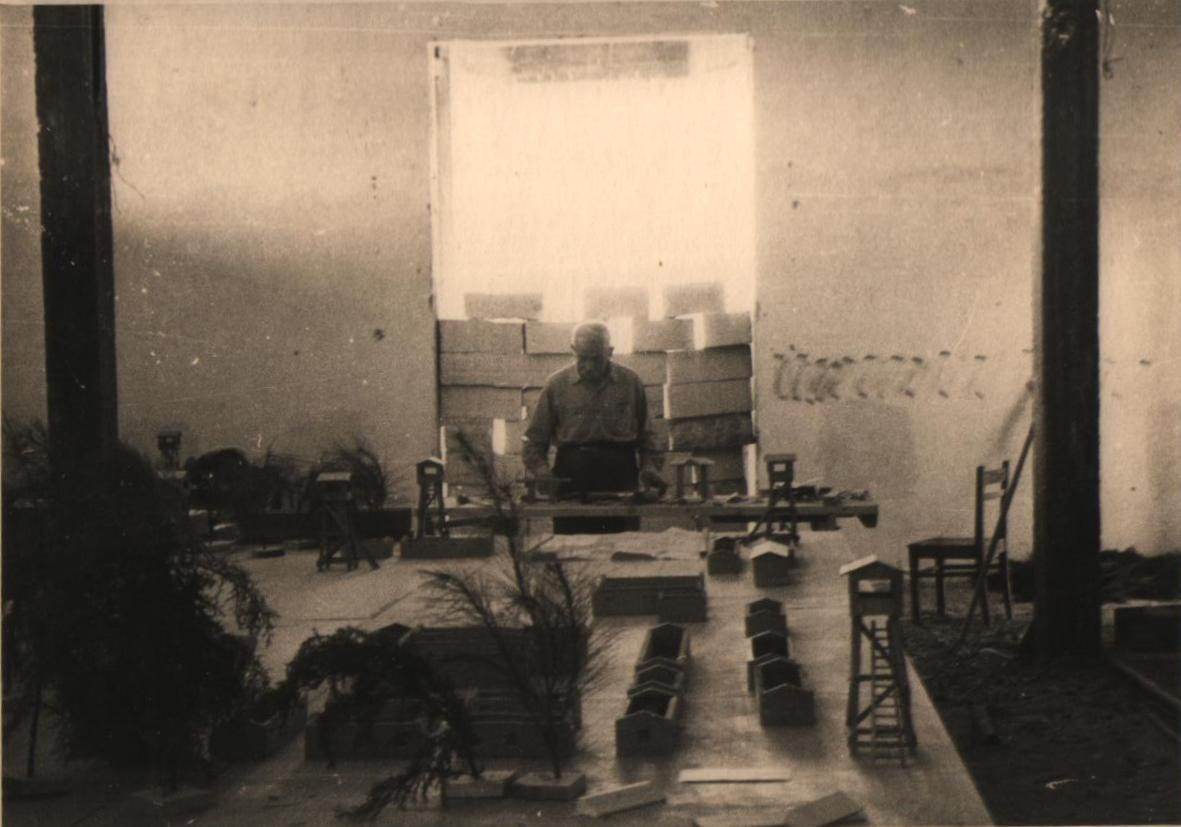
Jankiel Wiernik mentre costruisce un modello del campo di sterminio di Treblinka

Wiernik, nato nel 1889 a Biała Podlaska, in Polonia, visse inizialmente a Kobryn, ma lui e suo padre, entrambi maestri ebanisti, non volevano entrare in competizione con i loro stessi famigliari (come Natan Wiernik) che praticavano la medesima professione, dunque tornarono a Biała Podlaska. Successivamente Wiernik si trasferì a Varsavia, dove lavorò come agente immobiliare nella casa di proprietà della famiglia di Stefan Krzywoszewski (1886-1950), un popolare scrittore, editore e regista teatrale durante il periodo interbellico.
Dopo lo scoppio della seconda guerra mondiale con l'invasione della Polonia da parte della Germania nazista, nel 1940 Wiernik fu costretto a trasferirsi nel ghetto di Varsavia, da poco istituito, assieme a tutti gli altri ebrei polacchi residenti nella capitale. Il 23 agosto 1942, durante la liquidazione del ghetto, fu deportato nel campo di sterminio di Treblinka.
Al suo arrivo al campo, Wiernik fu selezionato per lavorare nel gruppo dei Sonderkommando, evitando dunque l'uccisione immediata nelle camere a gas. Il suo lavoro consisteva nel trascinare i cadaveri delle vittime dalle camere a gas alle fosse comuni, esperienza che lo traumatizzò, come in seguito raccontò nel suo libro di memorie. "Accadeva spesso che un braccio o una gamba si staccassero dai cadaveri quando li legavamo con delle cinghie per trascinarli via."
In seguito fu dato l'ordine che i corpi venissero cremati, per nascondere le prove dei crimini; Wiernik parlò così delle enormi pire di cadaveri che bruciavano in continuazione:
()
Wiernik fece anche notare come l'efferato sadismo che i nazisti infliggevano alle loro vittime andava ben oltre le loro già criminali mansioni e fu attuato per puro divertimento:
Dopo che gli assassini si erano riempiti gli occhi del loro terrore, erano uccise lì, accanto ai fuochi e gettate direttamente nelle fiamme. Le donne svenivano per la paura e le bestie le trascinavano ai roghi mezze morte. In preda al panico, i figli si aggrappavano alle madri. Le donne imploravano pietà, con gli occhi chiusi come per risparmiarsi quella scena spaventosa, ma gli aguzzini le guardavano divertiti: tenevano le vittime in straziante attesa per diversi minuti prima di finirle. Mentre si uccideva un gruppo di donne e di bambini, gli altri erano lasciati lì davanti ad aspettare il proprio turno. Di volta in volta i bambini erano strappati dalle braccia delle madri e gettati vivi nelle fiamme, mentre gli aguzzini ridevano e incalzavano le madri ad essere coraggiose e saltare nel fuoco per seguire le loro creature [...]»
()
Sempre nel suo libro raccontò l'episodio di una donna che, per sfuggire alle grinfie delle guardie, scavalcò nuda il recinto di filo spinato alto tre metri, poi strappò il mitra dalle mani di un soldato ucraino e sparò a due guardie, venendo infine uccisa.
In seguito, grazie alle sue preziose doti di falegname, Wiernik ricevette un trattamento migliore rispetto agli altri internati e gli furono risparmiate le mansioni di trasporto e smaltimento dei cadaveri.
Wiernik fuggì da Treblinka durante la rivolta dei prigionieri del 2 agosto 1943 e fece ritorno a Varsavia nascondendosi in un treno merci. Fu poi aiutato dalla famiglia polacca dei Krzywoszewski, i suoi ex datori di lavoro, che gli procurarono dei falsi documenti. Entrato in contatto con dei membri della resistenza, prese parte alla rivolta di Varsavia del 1944.
Nello stesso anno, Wiernik pubblicò clandestinamente il suo libro di memorie Rok w Treblince (Un anno a Treblinka), stampato grazie agli sforzi del comitato nazionale ebraico (Żydowski Komitet Narodowy) con l'utilizzo di una tipografia illegale. Władysław Bartoszewski stimò che ne fossero state vendute ben 2 000 copie. Il libro fu poi fatto arrivare fino a Londra, tradotto in inglese e yiddish e stampato negli Stati Uniti dall'American Representation of the General Jewish Workers Union of Poland. Fu poi tradotto in ebraico e stampato in Palestina dall'Histadrut nel dicembre 1944.
Alla fine della guerra Wiernik rimase inizialmente in Polonia (nel 1947 testimoniò nel processo contro Ludwig Fischer), poi emigrò in Svezia e, successivamente, nel nuovo Stato di Israele. Negli anni cinquanta costruì un modello del campo di Treblinka, esposto nel museo Ghetto Fighters' House sito in Galilea, mentre nel 1961 testimoniò nel processo contro Adolf Eichmann. Morì nel 1972 all'età di 83 anni.

## Scritti
- Un anno a Treblinka. Con la deposizione al processo Eichmann, A cura di: L. Crescenzi, S. Zamagni, Collana Capoverso, Fidenza, Mattioli 1885, 2013, ISBN 978-88-626-1330-9.